# 卡德罗夫军
俄羅斯聯邦英雄艾哈邁德哈吉·卡德羅夫的第141特種機動團（俄语：141-й специальный моторизованный полк имени А. А. Кадырова），通常簡稱為卡德罗夫军，也译为“卡德罗夫的追随者”，是俄罗斯车臣共和国的一支準軍事部隊，成立于2006年，前身為第248獨立特種機動營，2009年改編為現時的第141特種機動團。該部隊效忠于卡德罗夫家族，名义上隶属于俄罗斯联邦国家近卫军的第46獨立作戰用途旅，但直接向车臣首脑拉姆赞·卡德罗夫负责。它参与了叙利亚内战和2022年俄罗斯入侵乌克兰。

## 名字來源
卡德罗夫派原本是指車臣共和國領導人艾哈邁德·卡德羅夫屬下的武裝民兵和私人保鏢。後來，這些準軍事組織被俄羅斯聯邦正式收編為正規部隊，因此現在卡德罗夫派亦可用於稱呼所有位於車臣共和國境內受拉姆赞·卡德罗夫所控制的執法單位，包括車臣共和國的特別用途機動單位和特別迅速應變分隊“艾哈邁德”。另外由於善用社群媒體，但拍攝的戰鬥成果令人起疑，也常被外界戲稱為「車臣抖音軍」、「抖音營」。

## 歷史
卡德罗夫軍起源自1994年效忠艾哈邁德·卡德羅夫的車臣分離主義民兵，他們在第一次車臣戰爭期間曾經跟俄羅斯聯邦軍隊敵對，但在1999年第二次車臣戰爭期間卡德羅夫向俄羅斯投誠，並在2000年成為車臣共和國總統，此後卡德罗夫軍從叛軍升格為類似“國家警察”的組織，以在游擊階段中負責打擊分離主義勢力和聖戰份子等曾經的盟友。
卡德羅夫其後於2004年遇刺身亡，卡德罗夫軍的控制權從此落入其兒子拉姆贊·卡德羅夫手上。2006年，卡德罗夫軍被俄羅斯聯邦內衛部隊的第46獨立作戰用途旅收編為第248獨立特種機動營“北”和第249獨立特種機動營“南”，從而成為正規部隊。在拉姆贊·卡德羅夫於2007年當選成為車臣總統後，這些部隊亦負責擔任他的保鏢。
2009年，第248獨立特種機動營被擴編為第141特種機動團。
2016年，第141特種機動團被改編到新成立的俄羅斯聯邦國家近衛軍。
除了在車臣境內活動外，第141特種機動團亦參與了敘利亞內戰和2022年俄羅斯入侵烏克蘭。

## 部隊構成
- 俄罗斯联邦武装力量
  - 南部军区
    - “东方—阿赫马特”营
    - “西方—阿赫马特”营
- 俄羅斯聯邦國家近衛軍
  - OMOH“阿赫玛特—格罗兹尼”
  - SOBR“阿赫玛特”
  - 第46獨立作戰用途旅
    - 第141特種機動團
    - 第249獨立特種機動營“南”（俄语：Юг (батальон)）
- 俄罗斯联邦内务部
  - 车臣内务部
    - 艾哈迈德·卡德罗夫特巡警机动作战团

## 參與俄羅斯入侵烏克蘭
2022年，該團參加了烏克蘭與俄羅斯之間的軍事衝突。戰事中車臣部隊喜歡在社交媒體上發帖炫耀，但鮮有證據表明他們大量參與了實際戰鬥，因此被網友戲謔的稱為只負責宣傳的「抖音營」（TikTok Battalion）。
該團參與了戈斯托梅利市附近安東諾夫機場的戰鬥。2022年2月26日，來自烏克蘭的信息稱，“烏克蘭武裝部隊在戈斯托梅利附近用火砲覆蓋了卡德羅夫縱隊——卡德羅夫近衛第141摩托化團團長穆罕默德·圖沙耶夫被消滅”。後來，車臣領導人拉姆贊·卡德羅夫否認了有關圖沙耶夫死亡的消息；還分發了一段視頻，圖沙耶夫在回應有關他死亡的消息時說：“我是穆罕默德·圖沙耶夫。我就是網上被‘膽小兔們’說已經死了的那位。如果你是男子漢，請告訴我你在哪裡。”
唯卡德羅夫釋出之影片實際上只能看到與圖沙耶夫相似體型的背影，無法確認片中其人是否確為圖沙耶夫本人，且在本次影片釋出後至今車臣政府方面再無提及圖沙耶夫的任何有關資訊，圖沙耶夫也未再有公開出鏡或發言記錄。
2022年4月4日，烏克蘭政治觀察員和博主阿列克謝·阿列斯托維奇表示，該團的軍人參與了對布恰市平民的屠殺。

## 争议
卡德罗夫軍時常被批評為效忠拉姆贊·卡德羅夫的私人軍隊，並涉及多宗侵犯人權的行為，包括但不限於：綁架、強迫失蹤、使用酷刑和謀殺等。乌克兰曾官方宣称挫败了该组织针对总统弗拉基米尔·泽连斯基的暗杀。
2016年俄羅斯人民自由黨領袖伊利亞·亞辛發佈報告《卡德羅夫：國家安全威脅》(Kadyrov: National Security Threat)，聲稱卡德罗夫軍已有三萬名士兵並開始威脅車臣以外的區域安全，不僅自2014年就被派往烏克蘭東部，甚至參與了俄羅斯各地的犯罪活動，包含2015年2月27日涅姆佐夫謀殺案。人權組織指出卡德罗夫軍利用法外處刑方式來消滅針對卡德罗夫的批評者、政敵，以助長他建立獨裁鐵腕統治，與鼓吹違背俄羅斯法律的保守社會規範。目前卡德罗夫軍已超越聖戰叛軍成為車臣人最害怕的組織。

## 已知武器以及裝備

### 裝甲車
- 虎式4×4輪式裝甲車[15]

### 輕武器
- AK-74突擊步槍
- AK-74M突擊步槍
- AKS-74U卡賓槍
- AK-103突擊步槍
- AK-104突擊步槍
- AK-105突擊步槍
- AK-205突擊步槍
- UAR-15突擊步槍（烏克蘭語：Зброяр Z-15）（繳獲品）
- SVD狙擊步槍
- 奧爾西T-5000狙擊步槍
- MP-443烏鴉式手槍
- 格洛克17手槍（僅裝備SOBR“阿哈邁特”）
- PKM通用機槍
- Pecheneg通用機槍
- RPG-7
- RPG-22
- RPG-26

### 個人裝備
- 作戰服
  - ／ A-TACS AU迷彩作戰服
- 攜板背心
- 防彈盔
  - ／ Ops-Core FAST Ballistic及仿製品
  -  5.45 Design Spartan I
  -  LShZ 1+
- 抗噪耳機
  -  3M Peltor Comtac XPI
  - ／ MSA Sordin及仿製品

## 備註
1. ↑  俄語羅馬化：141-y spetsial'nyy motorizovannyy polk Akhmata-Khadzhi Kadyrova
2. ↑  俄語羅馬化：Kadyrovtsy